# Нюрнбергский гверх

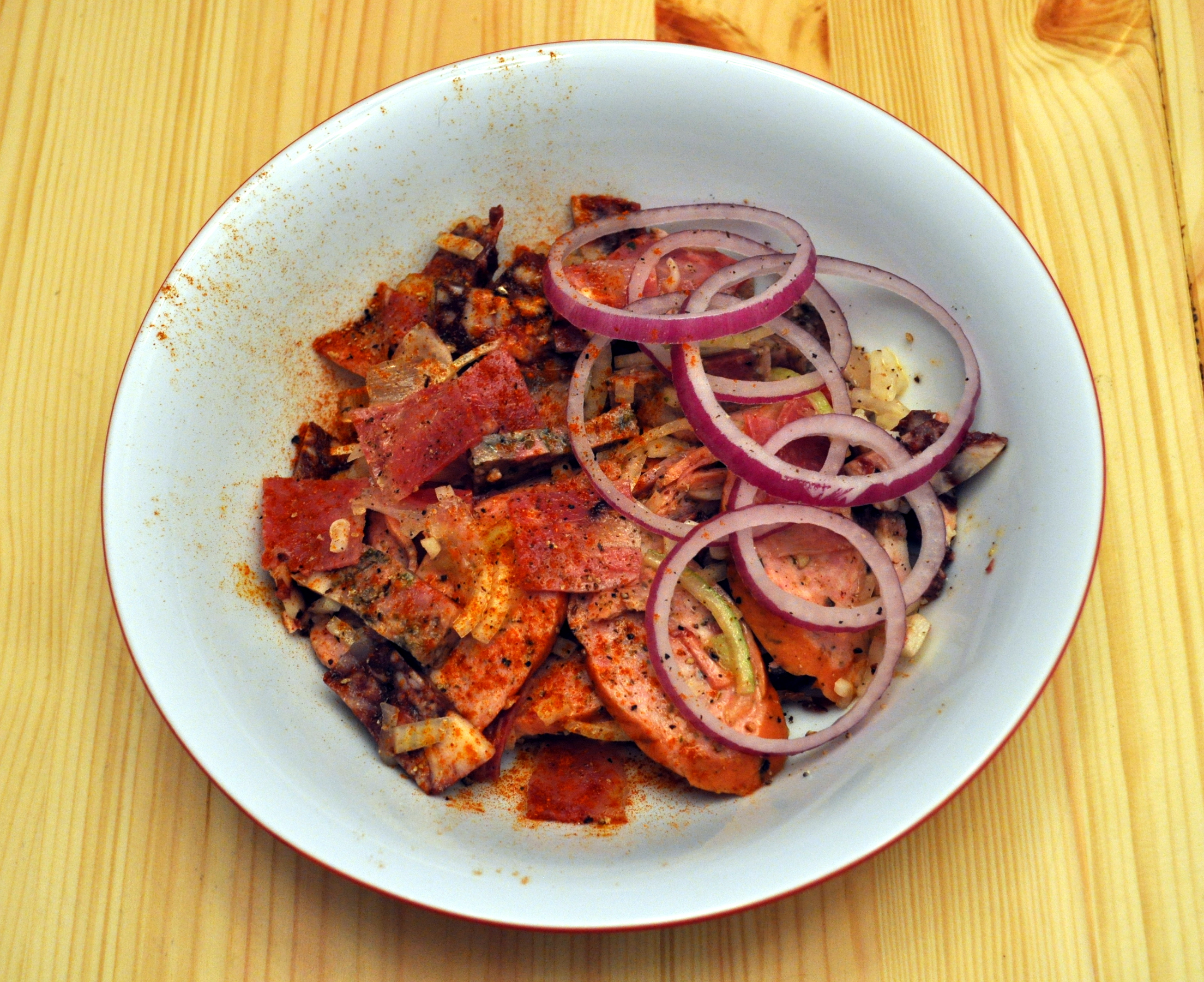
Нюрнбергский гверх с белым и кровяным зельцем, домашней кровяной городской колбасой и отварным мясом говяжьих губ, приправленный паприкой

Нюрнбергский гверх (нем. Nürnberger Gwerch — букв. диал. «нюрнбергская неразбериха») — традиционный колбасный салат франконской кухни и наряду с жареными колбасками и нюрнбергскими пряниками кулинарный специалитет Нюрнберга. Единого рецепта «нюрнбергской неразберихи» не существует, поэтому он может иметь разный, но в любом случае своеобразный вкус «на любителя».
В любом из многочисленных рецептов основу «нюрнбергской неразберихи» составляет салат из говяжьих губ в винегретной заправке, в который добавляют белый и кровяной зельц и домашнюю нюрнбергскую городскую колбасу. Такие ингредиенты в салате, как сыр (обычно лимбургер), варёное яйцо, помидоры и огурцы не допускаются в некоторых рецептах. До готовности нюрнбергскому гверху требуется настояться в течение трёх часов в прохладном месте. Нюрнбергский гверх обычно подают с чёрным хлебом.